# Цунамі (хокейний клуб)
Хокейний клуб «Цунамі» — колишній український хокейний клуб з міста Івано-Франківська. Заснований у 2007 році під первинною назвою «Ватра». Учасник чемпіонату України (2008/2009, 2009/2010 рр.) та Західноукраїнської аматорської хокейної ліги. Дворазовий переможець Західноукраїнської аматорської хокейної ліги.

## Історія

### Сезон 2007/2008
Поштовхом для створення хокейного клубу в Івано-Франківську стало відкриття у червні 2007 року в місті льодової арени зі штучним катком «Цунамі». У новоствореній восени цього ж таки року команді «Ватра» було зібрано спортсменів з Івано-Франківщини та міста Новий Розділ, що на Львівщині.  
У сезоні 2007/2008 клуб вдало дебютував у чемпіонаті Західноукраїнської аматорської хокейної ліги. Іванофранківці у 18 матчах турніру 16 разів святкували звитягу над своїми суперниками  і тільки двічі покидали лід переможеними. В підсумку «Ватра» на п'ять пунктів випередила свого найближчого переслідувача ХК «Львів» та стала тріумфатором змагань. 
В першій рік свого існування прикарпатські хокеїсти також стали переможцями турніру, присвяченого Дню визволення міста Одеса від німецьких загарбників. 

### Сезон 2008/2009
«Ватра» вдруге стартувала у чемпіонаті Західноукраїнської аматорської хокейної ліги. Однак цього сезону команда представляла у цих змаганнях Новий Розділ, звідки родом був кістяк колективу. «Ватрі» вдалося захистити своє тогорічне досягнення у регіональному турнірі та повторно стати його чемпіоном.
Окрім того, у цьому сезоні «Ватра» вирішила вперше спробувати свої сили і в чемпіонаті України з хокею 2008/2009. Тріумфувавши на попередньому етапі у відбіркових змаганнях в Західному дивізіоні, клуб вже на наступній стадії плей-офф в 1/4 фіналу капітулював двічі у серії від «АТЕК» (Київ) — 1:6; 3:6.

### Сезон 2009/2010
Івано-франківська «Ватра» знову заявилася для участі в чемпіонаті України. За підсумками регулярного чемпіонату прикарпатці не мали собі рівних серед західноукраїнських команд дивізіону «С», без особливих проблем оформивши вихід у стадію плей-офф.
| Підсумкова турнірна таблиця Дивізіону С | Підсумкова турнірна таблиця Дивізіону С | Підсумкова турнірна таблиця Дивізіону С | Підсумкова турнірна таблиця Дивізіону С | Підсумкова турнірна таблиця Дивізіону С | Підсумкова турнірна таблиця Дивізіону С | Підсумкова турнірна таблиця Дивізіону С | Підсумкова турнірна таблиця Дивізіону С | Підсумкова турнірна таблиця Дивізіону С | Підсумкова турнірна таблиця Дивізіону С | Підсумкова турнірна таблиця Дивізіону С |
| М                                       | Команда                                 | І                                       | В                                       | ВО                                      | ПО                                      | П                                       | ЗШ                                      | ПШ                                      | +/-                                     | О                                       |
| --------------------------------------- | --------------------------------------- | --------------------------------------- | --------------------------------------- | --------------------------------------- | --------------------------------------- | --------------------------------------- | --------------------------------------- | --------------------------------------- | --------------------------------------- | --------------------------------------- |
| 1.                                      | ХК «Ватра» (Івано-Франківськ)           | 10                                      | 9                                       | 0                                       | 0                                       | 1                                       | 25                                      | 15                                      | 20                                      | 27                                      |
| 2.                                      | ХК «Олімпія» (Калуш)                    | 10                                      | 6                                       | 0                                       | 0                                       | 4                                       | 53                                      | 27                                      | 26                                      | 18                                      |
| 3.                                      | ХК «Експрес» (Львів)                    | 10                                      | 6                                       | 0                                       | 0                                       | 4                                       | 44                                      | 21                                      | 23                                      | 18                                      |
| 4.                                      | ХК «Луцьк» (Луцьк)                      | 10                                      | 5                                       | 0                                       | 0                                       | 5                                       | 42                                      | 17                                      | 25                                      | 15                                      |
| 5.                                      | ХК «Явір» (Яворів)                      | 10                                      | 3                                       | 0                                       | 0                                       | 7                                       | 34                                      | 40                                      | -6                                      | 9                                       |
| 6.                                      | ХК «ВІМ-Беркут» (Львів)                 | 10                                      | 0                                       | 0                                       | 0                                       | 10                                      | 05                                      | 83                                      | -78                                     | 0                                       |

В рамках наступного кваліфікаційного раунду чемпіонату України ХК «Ватра» зустрівся з донецьким «Донбасом», який представляв дивізіон «А». Саме донеччан вважали фаворитами цієї серії, зважаючи ще й на той факт, що обидва матчі мали відбутися на їхній арені. У першому поєдинку основний час гри завершився нічийним рахунком (3:3), в овертаймі переможець також не визначився. Долю протистояння визначила серія булітів, у якій влучнішими були хокеїсти «Ватри» — 4:3 (переможну шайбу закинув Решетніков). У другому матчі донеччани взяли переконливий реванш з рахунком 4:1. Завершальний матч серії своїм авральним рішенням чиновники ФХУ вирішили також проводити в Донецьку. У відповідь на таке свавілля іванофранківці відмовилися наступного дня виходити на донецький лід, за що були покарані технічною поразкою та припинили свою турнірну ходу.
У чемпіонаті України команда була укомплектована вихованцями хокейної школи Нового Роздолу, а також гравцями з Івано-Франківська, Києва, Харкова та Білорусі. 
Склад клубу в сезоні 2009/2010
| Голкіпери | Голкіпери | Голкіпери            | Голкіпери | Голкіпери       | Голкіпери        |
| #         | Країна    | Гравець              | Захват    | Дата народження | Місце народження |
| --------- | --------- | -------------------- | --------- | --------------- | ---------------- |
| 1         | Україна   | Стефанишин Святослав |           | 23.12.1993      |                  |
| 2         | Україна   | Юргель Дмитро        |           | 16.12.1993      |                  |

| Захисники | Захисники | Захисники          | Захисники | Захисники       | Захисники        |
| #         | Країна    | Гравець            | Кидок     | Дата народження | Місце народження |
| --------- | --------- | ------------------ | --------- | --------------- | ---------------- |
| 4         | Україна   | Чучко Анатолій     |           | 20.08.1957      |                  |
| 5         | Україна   | Ходоковський Юрій  |           | 16.12.1962      |                  |
| 12        | Україна   | Александров Сергій |           | 29.07.1976      |                  |
| 13        | Україна   | Бронніков Андрій   |           | 07.04.1971      |                  |
| 17        | Україна   | Бабенко Олександр  |           | 30.07.1972      |                  |
| 18        | Україна   | Лесів Віктор       |           | 13.01.1972      |                  |
| 35        | Україна   | Гудима Микола      |           | 25.04.1970      |                  |
| 66        | Україна   | Бас Андрій         |           | 18.05.1966      |                  |
| 77        | Україна   | Борисевич Андрій   |           | 07.08.1976      |                  |

| Нападники | Нападники | Нападники           | Нападники | Нападники | Нападники       | Нападники        |
| #         | Країна    | Гравець             | Позиція   | Кидок     | Дата народження | Місце народження |
| --------- | --------- | ------------------- | --------- | --------- | --------------- | ---------------- |
| 3         | Україна   | Лещик Сергій        |           |           | 30.11.1993      |                  |
| 6         | Україна   | Єдинак Володимир    |           |           | 09.05.1971      |                  |
| 8         | Україна   | Білещук Платон      |           |           | 23.08.1993      |                  |
| 10        | Україна   | Літенко Олег        |           |           | 11.09.1971      |                  |
| 11        | Україна   | Влашин Олег         |           |           | 18.07.1986      |                  |
| 14        | Україна   | Татарський Андрій   |           |           | 13.12.1986      |                  |
| 16        | Україна   | Теліжин Ігор        |           |           | 25.04.1986      |                  |
| 19        | Україна   | Влашин Ігор         |           |           | 24.03.1978      |                  |
| 32        | Україна   | Бас Павло           |           |           | 13.07.1993      |                  |
| 33        | Україна   | Бібік Олександр     |           |           | 18.01.1966      |                  |
| 44        | Україна   | Лесів Анатолій      |           |           | 22.04.1993      |                  |
| 71        | Україна   | Березовський Віктор |           |           | 28.02.1971      |                  |
| 72        | Україна   | Ковальчук Михайло   |           |           | 18.03.1986      |                  |
| 99        | Україна   | Сівецький Олег      |           |           | 30.11.1968      |                  |

- Президент — Руслан Гайда.
- Головний тренер — Олег Пилипюк.
- Тренер — Андрій Бас.

Спонсори клубу: Івано-Франківське обласне державне спирто-горілчане об’єднання «Княгинин» (до січня 2009 року клуб виступав під емблемою цього підприємства); Прикарпатський торговий дім (одна із найбільших оптових баз Галичини); «КГД» (будівельна фірма з Івано-Франківська).
Паралельно з участю у національному чемпіонаті «Ватра» у сезоні 2009/2010 традиційно заявилася в турнір Західноукраїнської аматорської хокейної ліги. Однак організатори змагань у січні 2010 року вирішили дискваліфікувати та зняти іванофранківців з перегонів. Причиною такого рішення стала відмова їх суперників виходити на поєдинки, на які «Ватра» виставляла гравців заявлених за регламентом ФХУ, а не ЗУАХЛ.

### Сезон 2010/2011
З огляду на проблеми із фінансовим забезпеченням, клуб не вийшов на старт не лише національного чемпіонату, але навіть й регіональних змагань. У підсумку його розформували, а право використовувати назву «Ватра» залишила за собою частина хокеїстів, які походили з Нового Роздолу та були серед його співтворців.

### Сезон 2011/2012
Правонаступником та спадкоємцем хокейних традицій «Ватри» з квітня 2011 року в Івано-Франківську став клуб «Цунамі». Його керівництво вирішило, що цей колектив має стати своєрідною хокейною збірною Івано-Франківщини. Прологом до майбутньої участі «Цунамі» у більших серйозних змаганнях став чемпіонат області 2011 року. У ньому команда задовольнилася тільки срібними нагородами, поступившись у загальному заліку ХК «Покутські яструби» (Заболотів).
Влітку 2011 року клуб отримав пропозицію доєднатися до новоствореної Професійної хокейної ліги, але з фінансово-організаційних причин відмовився від участі в її турнірі. Відтак в сезоні 2011/2012 прикарпатці стартували у знайомій їм Західноукраїнській аматорській хокейній лізі. Щоправда невирішені фінансові питання й надалі помітно дошкуляли клубу. Зокрема, іванофранківці не мали можливості використовувати для власних потреб льодову арену рідного міста і вимушені були тренуватися та проводити свої офіційні поєдинки в сусідньому Калуші. Водночас команда відчувала гострі кадрові проблеми й на окремих ігрових позиціях. Врешті посеред чемпіонату клуб «на знак протесту» проти рішення ліги зарахувати йому технічну поразку у грудневому поєдинку 2011-го з «Червоноградом» вирішив взагалі достроково припинити подальшу участь у цих змаганнях.
Завершувало цей сезон «Цунамі» участю в скромних аматорських турнірах на Прикарпатті. Спочатку іванофранківці стали володарями Кубка області, декласувавши у вирішальній грі ХК «Бурштин» – 12:4. Опісля частина хокеїстів клубу під знаменами об'єднаної франківсько-калуської команди зі старою доброю назвою ФК «Ватра» у суперництві з іншими п'ятьма колективами виборола Аматорський кубок України.
Де-факто саме цей сезон став фінальним у недовгій спортивній біографії клубу. Юридично ТОВ ХК «Цунамі» було ліквідоване 19 липня 2016 року.

## Досягнення
- Чемпіонат Західноукраїнської аматорської хокейної ліги
  -  Чемпіон (2) : 2007/2008, 2008/2009

- Чемпіонат Івано-Франківської області з хокею
  -  Віце-чемпіон : 2011

- Кубок Івано-Франківської області з хокею
  -  Володар : 2012